# المرية

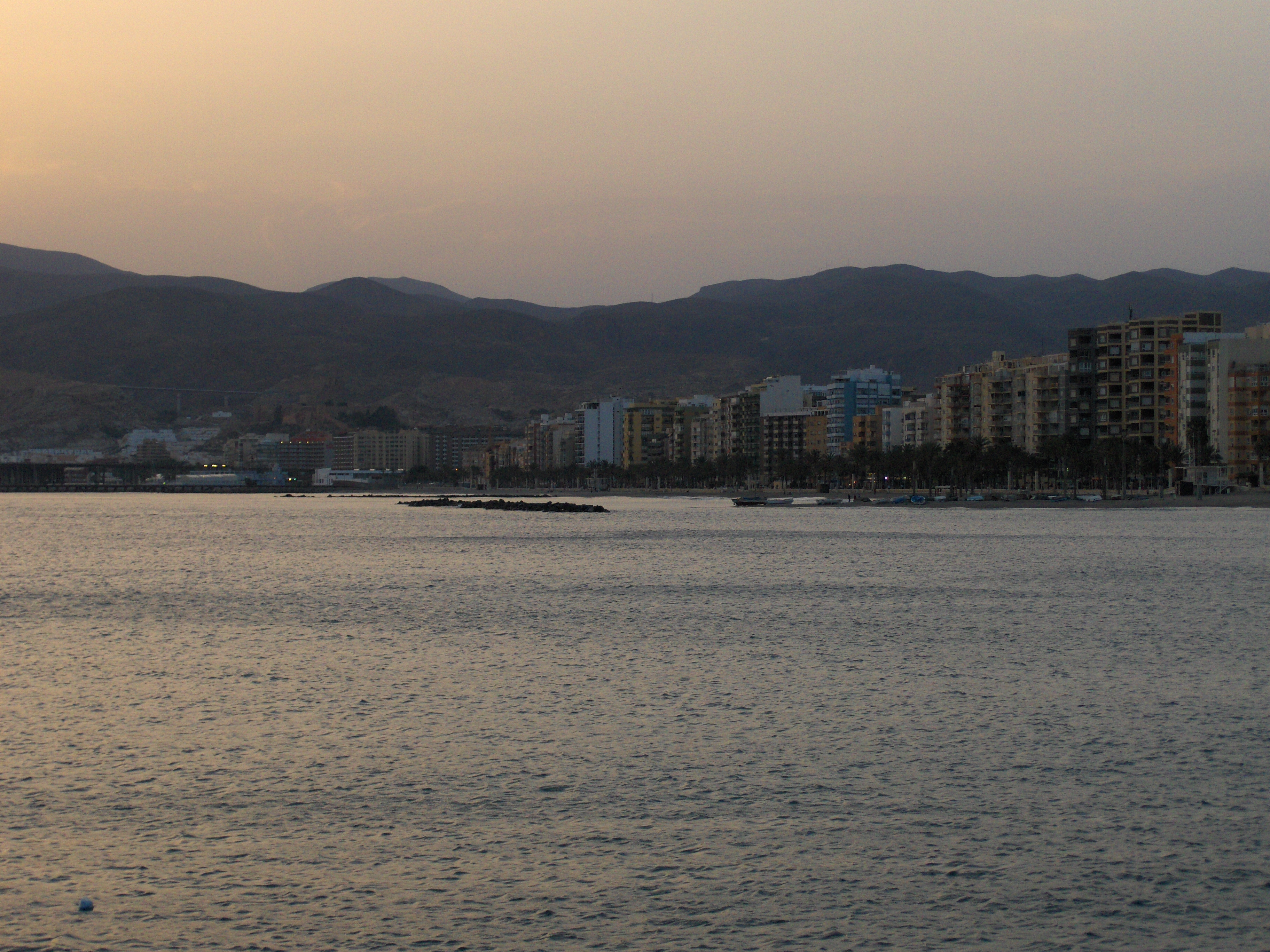

المَرِيَّة أو ألمرية مدينة إسبانية أندلسية وعاصمة مقاطعة المرية، تقع في جنوب شرق إسبانيا على البحر المتوسط.

## النشأة
المرية مدينة حديثة النشأة نسبياً مقارنة بباقي مدن إسبانيا أمر ببنائها الخليفة عبد الرحمن الناصر لدين الله سنة (344 هـ)، وجاء اسمها من وظيفتها إذ كانت تتخذ مرأى ومرصدًا لمدينة بجانة وهناك قول آخر في سبب تسميتها وهو أن المدينة سميت بالمرآية (من كلمة المرآة) لأن المدينة ومعالمها تنعكس على المياه من حولها وكأنها مرآة. لما قدم المجوس (الاسم الذي اطلقه العرب على النورمان) إلى المرية، وأغاروا عليها ابتنيت فيها المحارس حتى صارت هي وبجانة بابى الشرق، وصارت منذ (310 هـ) ذات مكانة كبرى، وفي عهد المستنصر ارتفعت المرية إلى مصاف المدن الأندلسية الكبرى كقرطبة وغرناطة،

## التاريخ
أصبحت المرية أهم موانئ الأندلس في القرن الرابع الهجري. وفي (344 هـ) أمر الخليفة عبد الرحمن الناصر ببناء مركب كبير للغاية في دار الصناعة بالمرية، وفي عام (344 هـ) اضطر المعز الفاطمي إلى إرسال أسطول إلى المرية، وأخرى ما كان راسيًا به من مراكب، وكذلك نزل فريق من البحارة إلى المدينة، وأحرقوا ودمروا وأسروا، وحملوهم معهم إلى صقلية.
احتفظت المرية في عصر ابن أبي عامر بالمركز العالي في التفوق البحري، وكانت المرية مركزاً للسفن القادمة من المشرق، وعلى إثر سقوط الخلافة الأموية بالأندلس تفككت الدولة الأندلسية واقتسم رؤساء الأندلس أهم مدنها فيما عرف بعصر الطوائف. تغلب على المرية خيران العامرى فتى المنصور بن أبي عامر سنة (405 هـ)، ثم أصبحت مملكة المرية بعد ذلك تابعة لمعن بن صمادح، وخلفه ابنه أبو يحيى محمد بن معن. ووقعت المرية تحت حكم المرابطين بعد معركة الزلاقة (484 هـ)، وبعد ضعف دولة المرابطين وقعت تحت حكم الموحدين عام (542 هـ). واستسلمت إلى الملوك الكاثوليك، وفرديناند وإيزابيلا، 26 كانون الأول / ديسمبر 1489.
من أشهر من ولي قضاء المرية المفسر عبد الحق بن عطية الأندلسي.

## آثار ومعالم
تبقى في المدينة آثار بسيطة لمسجدها الكبير الذي تحول إلى كنيسة سان خوان، وهذه الآثار لا تزيد عن المحراب وجدار القبلة، ويزين المحراب طبقة جصية تحتشد فيها زخرفة من التوريقات يرجع بعضها إلى عصر الخلافة، والبعض الآخر إلى عصر الموحدين الذين أصلحوا المسجد بعد أن خلصوا المرية من احتلال جيوش قشتالة. وتبقى أيضاً في ربض الحوض وعلى مقربة من طريق شانكا بقايا جدران منزل مكسوة بطبقة جيرية عليها زخارف هندسية مخططة بخطوط تؤلف أربعة أنواع من التكوينات الهندسية المتشابكة، ويغلب على الظن أن هذه الدار ترجع إلى عصر المرابطين لتشابه هذه الزخارف بزخارف قصر منتقوط بمرسية.

## المرية اليوم
خلال الحرب الاهلية الإسبانية تعرضت المدينة للقصف من قبل البحرية الألمانية.وكانت المرية ومالقة آخر المدن إلى الاستسلام لقوات فرانسيسكو فرانكو. في النصف الثاني من القرن العشرين، شهدت المرية نمواً اقتصادي بسبب السياحة والزراعة الكثيفة، مع النباتات نمت على مدار السنة في ضخمة 'invernaderos' -- بلاستيكية مكثفة تغطي المزارع. بعد وفاة فرانكو والموافقة على الدستور الإسباني الجديد. كما تعرضت المنطقة لحادثة بالوماريس النووية.